# 2/9e régiment blindé (Australie)
Pour les articles homonymes, voir 9e régiment.
Le 2/9e régiment blindé australien est un régiment de l'armée australienne créé en 1941.

## Officiers commandants
| Date de début | Date de fin | Officiers commandants,                      |
| ------------- | ----------- | ------------------------------------------- |
| 1941          | 1942        | Lieutenant-colonel Frank Elwyn Wells        |
| 1942          | 1943        | Lieutenant-colonel Thomas Evelyn Williams   |
| 1943          | 1945        | Lieutenant-colonel Alexander Elder McIntyre |
| 1945          | 1946        | Major John Brinsden Lathlean                |